# Totóatl
Totóatl är en ort i Mexiko.   Den ligger i kommunen Coxcatlán och delstaten San Luis Potosí, i den centrala delen av landet, 230 km norr om huvudstaden Mexico City. Totóatl ligger 137 meter över havet och antalet invånare är 223.
Terrängen runt Totóatl är kuperad åt nordväst, men åt sydost är den platt. Runt Totóatl är det ganska tätbefolkat, med 100 invånare per kvadratkilometer. Närmaste större samhälle är Villa Terrazas, 7,3 km söder om Totóatl. I omgivningarna runt Totóatl växer huvudsakligen savannskog.